# Herbert Schnelle

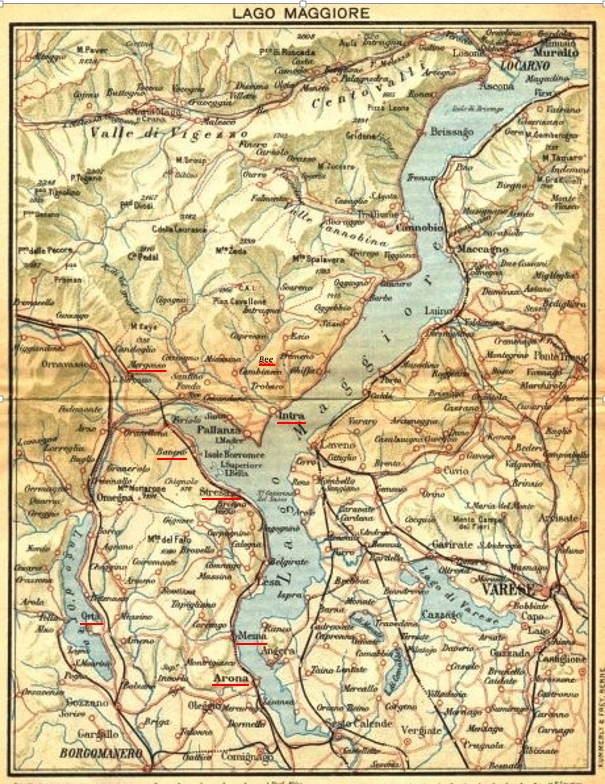
Karte des Lago Maggiore aus den 1930er Jahren, Orte der Massaker der SS an Juden rot unterstrichen

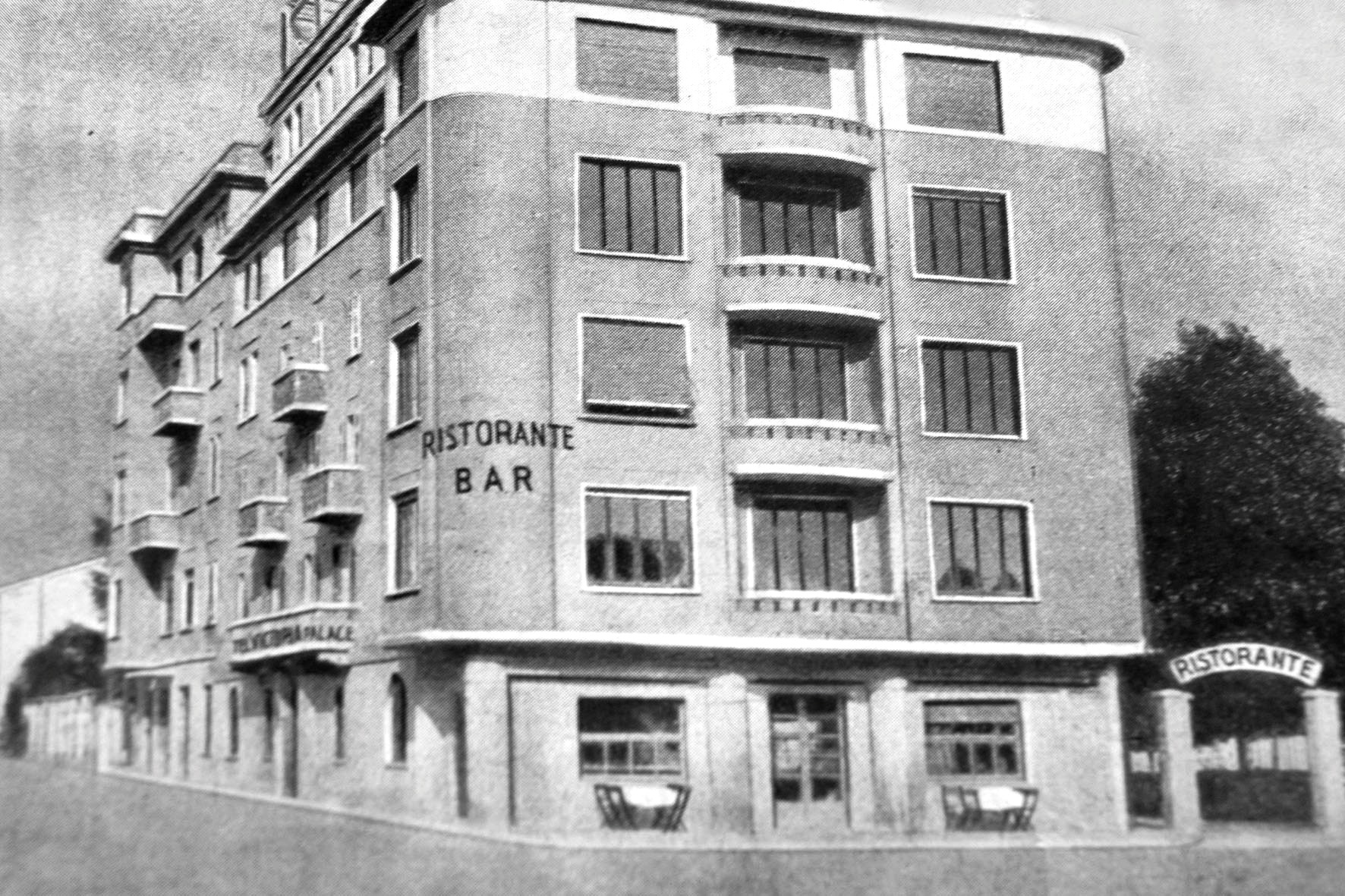
Hotel Meina, 1930er Jahre

Karl Reinhold Herbert Schnelle (* 27. April 1913 in Staßfurt; † 23. März 1995) war ein deutscher SS-Hauptsturmführer. Er war eines der Mitglieder der SS-Panzergrenadier-Division Leibstandarte Adolf Hitler (LSSAH), die für das Massaker vom Lago Maggiore verantwortlich waren, den ersten Massenmord an Juden in Italien im September 1943. Schnelle wurde 1968 vom Landgericht Osnabrück wegen Mordes an 22 Personen zu lebenslanger Haft verurteilt, ebenso wie Hans Röhwer und Hans Krüger. Die Urteile wurden jedoch zwei Jahre später vom Bundesgerichtshof wegen angeblicher Verjährung aufgehoben.
In Baveno war Herbert Schnelle Ortskommandant und als Kompanieführer für die Morde an den dortigen Juden verantwortlich. Die SS sah sich genötigt, pro forma Untersuchungen einzuleiten, zog die Leibstandarte kurze Zeit später im Oktober aus Italien ab und setzte sie an der Ostfront ein. Schnelle, der zum Zeitpunkt des Massakers SS-Obersturmführer war, wurde zum 30. Januar 1944 zum SS-Hauptsturmführer d. R. der Waffen-SS ernannt. Eine Reihe der am Massaker unmittelbar Beteiligten fiel noch im weiteren Verlauf des Krieges, als die Leibstandarte in der Normandie, in den Ardennen und bei Budapest aufgerieben wurde.

## Leben
Herbert Schnelle wurde vor Ausbruch des Ersten Weltkrieges geboren, in dem sein Vater von Anfang bis Ende Soldat war. Nach Kriegsende war sein Vater zunächst Straßenbahnfahrer und schließlich Bergarbeiter, so dass die Familie eine Werkswohnung hatte. Die Volksschule besuchte Schnelle in Staßfurt bis zum Jahr 1927, um anschließend bis 1930 das Schlosserhandwerk zu erlernen. Schon 8 Wochen nach Beendigung seiner Lehre stellte seine Lehrfirma die Produktion ein. 1930 wurde er arbeitslos. 1933 meldete er sich zum Reichsarbeitsdienst und trat zum 30. Juni 1934 der SS bei (SS-Nummer 267.987). Schnelle trat mit einer vierjährigen Verpflichtung in die Leibstandarte SS Adolf Hitler (LSSAH) ein. Bis zum Krieg bestand seine Tätigkeit innerhalb der LSSAH im Wesentlichen in Wachdienst und Repräsentationsaufgaben. Stationiert war er in Berlin-Lichterfelde. Nach einem Unteroffizierslehrgang im Jahr 1936 wurde er 1937 zum Unterscharführer ernannt. Bei dieser Gelegenheit verpflichtete er sich einschließlich der bisher geleisteten Dienstzeit auf 12 Jahre.
Den Polenfeldzug und den Westfeldzug machte er als Zugführer der 14. Kompanie mit. Bald darauf kam er als Ausbilder zurück nach Berlin, war jedoch auch im Wachbataillon tätig. Am 1. September 1941 wurde er mit dem gesamten Wachbataillon zum Jahresende 1941 zum Einsatz nach Leningrad geflogen. Mit den übrigen Einheiten der LSSAH traf dieses Bataillon erst kurz vor der Verlegung nach Frankreich und der Erweiterung zur Division wieder zusammen. Schnelle blieb in seiner früheren Kompanie, die nunmehr die 5., schwere Kompanie im 1. Bataillon des 2. Regiments war. Anfang 1943 übernahm Schnelle diese Kompanie als Kompanieführer. Bis zur Verlegung der LSSAH nach Italien erlitt Schnelle keine solchen Verletzungen, die das Verlassen der Truppe erforderlich machten. Bei dem erneuten Einsatz in Russland im Winter 1943/44 erlitt die Leibstandarte so starke Verluste, dass das Regiment am Ende dieses Einsatzes kaum noch über Offiziere und überhaupt nur noch über 180 bis 190 Mann an Mannschaften verfügte. An der Invasionsfront führte Schnelle zunächst das Bataillon. Später wurde er als Führer einer Kampfgruppe gegen die Fallschirmjägerlandung im Raum Arnheim (Niederlande) eingesetzt. Als Führer des 2. Bataillons wurde er am 21. Dezember 1944 bei der Ardennenoffensive schwer verwundet. Mit Hilfe von Kameraden gelang es ihm jedoch, sich zu seiner Truppe zurückzuschlagen, so dass er im Frühjahr 1945 in Staßfurt Genesungsurlaub hatte.
Um die Jahreswende 1945/46 wurde er denunziert und als ehemaliger Angehöriger der LSSAH von der russischen Besatzungsmacht verhaftet. Er wurde in Buchenwald interniert und schließlich im Jahr 1950 in das Lager Waldheim verbracht. Am 19. Mai 1950 wurde Schnelle im Rahmen der Waldheimer Prozesse durch ein Sondergericht, das sich als 6. große Strafkammer des Landgerichts Chemnitz bezeichnete, wegen Mitgliedschaft in einer verbrecherischen Organisation als Kriegsverbrecher zu 13 Jahren Zuchthaus verurteilt. Im Jahr 1955 wurde er aus dem Zuchthaus Bautzen entlassen.
Über das Notaufnahmelager Berlin-Marienfelde gelang es ihm, sich in den Westen nach Hannover abzusetzen. Noch im Jahr 1956, als Schnelle für sich und seine Familie eine Wohnung bekommen hatte, trennten sich die Eheleute Schnelle in der Weise, dass jeder einen Teil der Wohnung für sich bekam. 1957 nahm Schnelle Beziehungen zu seiner Cousine auf. Mit ihr hatte er nach seiner Entlassung aus der Untersuchungshaft, in der er vom 26. Oktober 1964 bis zum 14. Dezember 1964 gewesen war, eine gemeinsame Wohnung. Seine Stellung bei den VW-Werken, die er sich bis Oktober 1964 erarbeitet hatte, hatte er durch die erste Zeit der Untersuchungshaft verloren. Nachdem er zunächst in einer Braunschweiger Firma gearbeitet hatte, erhielt Schnelle ab Herbst 1965 eine Stellung ähnlich der eines Betriebsleiters bei der Firma Kanne, die Spezialwerkzeuge für die Autoindustrie herstellte. Schnelle ließ sich in Letter bei Hannover nieder.
Drei ehemalige Obersturmführer des SS-Bataillons (Hans Krüger, Herbert Schnelle, Hans Röhwer) wurden am 5. Juli 1968 vom Landgericht Osnabrück wegen Mordes in 22 Fällen, zwei weitere Angehörige des Bataillons (Oskar Schultz und Ludwig Leithe) wegen Beihilfe zum Mord verurteilt. Ihr Verfahren entwickelte sich zum Jahrhundertprozess, über den sowohl die deutsche als auch die internationale Presse ausführlich berichteten. Die Richter um Gerhard Haack tagten zwischenzeitlich in Mailand und München, um Zeugen die weite Anreise zu ersparen. Der Bundesgerichtshof hob am 17. März 1970 das Urteil des Landgerichts Osnabrück in einer umstrittenen Entscheidung wegen angeblicher Verjährung auf. Die Bundesanwaltschaft blieb bei ihrer Auffassung, die Verbrechen seien nicht verjährt, konnte sich damit aber nicht durchsetzen.
Letztlich wurde daher kein Täter für die Morde am Lago Maggiore von einem deutschen Gericht rechtskräftig verurteilt.